# Incident de tir

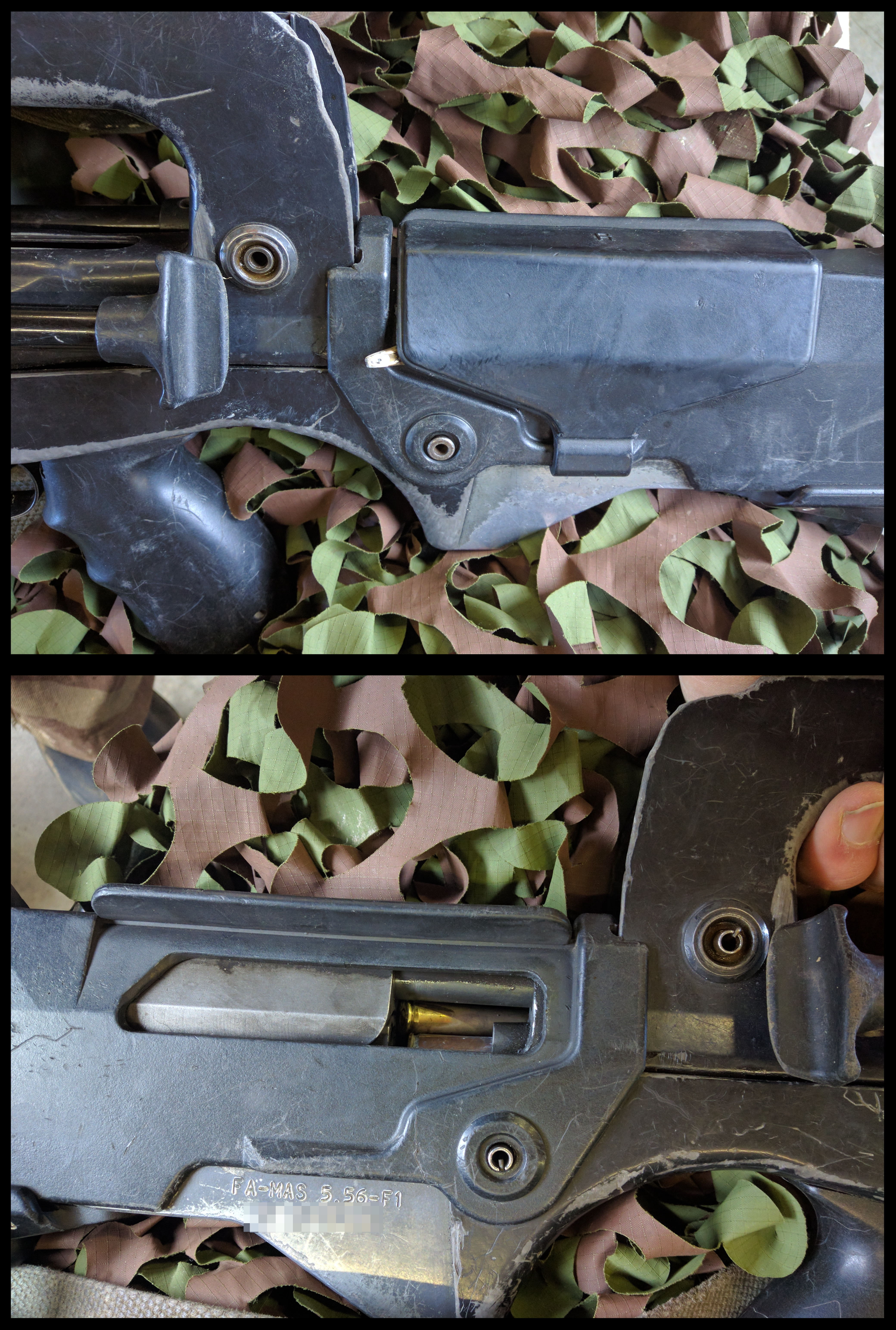
Double introduction sur un FAMAS rendant l'arme inopérante sans intervention de l'utilisateur. Ce cas précis a nécessité l'usage d'une pince.

Un incident de tir est un dysfonctionnement qui se produit sur une arme à feu au moment où un coup est tiré. Il en existe de différents types, par exemple la balle peut ne pas partir, la cartouche peut être mal chambrée, ou bien l'étui peut rester coincé dans la fenêtre d'éjection.
Les incidents de tir ont un enjeu d'un point de vue tactique, et la réaction à adopter doit être étudiée en entraînement, pour les membres de forces armées, de police ou de sociétés de tir sportif.
Les Incidents de tir peuvent être des types suivants :
- Défaut d'éjection 
- Défaut de percussion
- Munition défectueuse
- Défaut d'approvisionnement